# ViaMobilidade
ViaMobilidade es una empresa en Brasil perteneciente a  Companhia de Concessões Rodoviárias, encargada de la operación, mantenimiento e inversiones en  Línea 5 – Lila,  Línea 8–Diamante y  Línea 9–Esmeralda del  Tren Metropolitano de São Paulo durante 20 años, a través de un contrato de concesión público-privada, en asociación con el Gobierno del Estado de São Paulo.
Además de CCR, el consorcio también cuenta con RuasInvest como inversionista, una rama de uno de los grupos de autobuses más tradicionales de São Paulo. Ambas empresas también administran la  Línea 4 – Amarilla de ViaQuatro. Además, el consorcio operará la  Línea 17 – Oro, actualmente en construcción, y conectará las estaciones Morumbi de la Línea  Línea 9 de ViaMobilidade, en Marginal Pinheiros, con el  Aeropuerto de Congonhas, en el lado sur de São Paulo, y también operará la  Línea 15 – Plata.
El 20 de abril de 2021, la empresa ganó una subasta en la sede de  B3 y opera las antiguas líneas de  CPTM Línea  8 –Diamante y Línea 9 - Esmeralda durante 30 años.

## Líneas
| Línea   | Color     | Terminal                               | Longitud          | Estaciones |
| ------- | --------- | -------------------------------------- | ----------------- | ---------- |
| Línea 5 | Lila      | Capão Redondo ↔ Chácara Klabin         | 19,9 km (12,4 mi) | 17         |
| Línea 8 | Diamante  | Júlio Prestes ↔ Itapevi                | 35,2 km (21,9 mi) | 20         |
| Línea 9 | Esmeralda | Osasco ↔ Bruno Covas/Mendes-Vila Natal | 34 km (21,1 mi)   | 20         |

### Extensiones Operativas
| Línea   | Color    | Terminales             | Longitud        | Estaciones | Notas |
| ------- | -------- | ---------------------- | --------------- | ---------- | --- |
| Línea 8 | Diamante | Itapevi ↔ Amador Bueno | 6,3 km (3,9 mi) | 3          | El viaje en esta extensión operativa es gratuito, siendo necesario pagar una tarifa para acceder al resto del sistema en la estación de Itapevi. |

### Desarrollos futuros
| Línea    | Color           | Terminales                                        | Longitud         | Estaciones |
| -------- | --------------- | ------------------------------------------------- | ---------------- | ---------- |
| Línea 9  | Esmeralda       | Bruno Covas/Mendes-Vila Natal ↔ Varginha          | 2,16 km (1,3 mi) | 1          |
| Línea 17 | Oro (Monorraíl) | Morumbi ↔ Washington Luiz/Aeropuerto de Congonhas | 6,7 km (4,2 mi)  | 8          |

| Línea   | Color    | Terminales | Longitud | Estaciones |
| ------- | -------- | ---------- | -------- | ---------- |
| Línea 8 | Diamante | Ambuitá    | –        | 1          |

## Flota de Trenes de ViaMobilidade
La Línea 5 - Lila cuenta con una flota de 34 vehículos:
| Línea | Año       | Fabricante | Trenes | Numeración de Flota / Vehículos |
| 5     | 2001/2002 | Alstom     | 08     | de 501 a 508                    |
| 5     | 2013/2014 | CAF        | 26     | de 509 a 534                    |